# Tennistoernooi van Dubai 2016
Het tennistoernooi van Dubai van 2016 werd van 15 tot en met 27 februari 2016 gespeeld op de hardcourt-buitenbanen van het Aviation Club Tennis Centre in Dubai, de hoofdstad van het gelijknamige emiraat in de Verenigde Arabische Emiraten. De officiële naam van het toernooi was Duty Free Tennis Championships.
Het toernooi bestond uit twee delen:
- WTA-toernooi van Dubai 2016, het toernooi voor de vrouwen, van 15 tot en met 20 februari 2016
- ATP-toernooi van Dubai 2016, het toernooi voor de mannen, van 22 tot en met 27 februari 2016

| WTA               | februari 2016 | februari 2016 | februari 2016 | februari 2016 | februari 2016 | februari 2016 |
| WTA               | maa 15        | din 16        | woe 17        | don 18        | vrĳ 19        | zat 20        |
| ----------------- | ------------- | ------------- | ------------- | ------------- | ------------- | ------------- |
| vrouwenenkelspel  | 1e ronde      | 1e ronde      | 2e ronde      | kwartfinale   | halve finale  | finale        |
| vrouwendubbelspel | 1e ronde      | 1e ronde      | 2e ronde      | 2e ronde      | halve finale  | finale        |

| ATP              | februari 2016 | februari 2016 | februari 2016 | februari 2016 | februari 2016 | februari 2016 |
| ATP              | maa 22        | din 23        | woe 24        | don 25        | vrĳ 26        | zat 27        |
| ---------------- | ------------- | ------------- | ------------- | ------------- | ------------- | ------------- |
| mannenenkelspel  | 1e ronde      | 1e ronde      | 2e ronde      | kwartfinale   | halve finale  | finale        |
| mannendubbelspel | 1e ronde      | 1e ronde      | 2e ronde      | 2e ronde      | halve finale  | finale        |

ATP-toernooi van Dubai – WTA-toernooi van Dubai

2001 · 2002 · 2003 · 2004 · 2005 · 2006 · 2007 · 2008 · 2009 · 2010 · 2011 · 2012 · 2013 · 2014 · 2015 · 2016 · 2017 · 2018 · 2019 · 2020 · 2021 · 2022 · 2023 · 2024 · 2025